# Island Games 1995
Island Games 1995 – 6. edycja międzynarodowej imprezy sportowej Island Games, której zmagania rozgrywano w dniach 15-22 lipca 1995 roku w Gibraltarze. Udział w igrzyskach brało 1214 sportowców reprezentujących osiemnaście wysp.

## Rozgrywane dyscypliny
Sportowcy walczyli o medale igrzysk w czternastu dyscyplinach.

- Badminton  (szczegóły)
- Gimnastyka (szczegóły)
- Judo  (szczegóły)
- Kolarstwo (szczegóły)
- Lekkoatletyka  (szczegóły)
- Łucznictwo  (szczegóły)
- Piłka nożna  (szczegóły)
- Pływanie  (szczegóły)
- Siatkówka (szczegóły)
- Strzelectwo  (szczegóły)
- Tenis stołowy  (szczegóły)
- Tenis ziemny  (szczegóły)
- Windsurfing (szczegóły)
- Żeglarstwo  (szczegóły)

## Państwa uczestniczące
- Alderney
- Anglesey
- Falklandy
- Frøya
- Gibraltar
- Gotlandia
- Grenlandia
- Guernsey
- Islandia
- Jersey
- Orkady
- Sarema
- Sark
- Szetlandy
- Wight
- Wyspa Man
- Wyspy Alandzkie
- Wyspy Owcze

## Klasyfikacja medalowa
| Miejsce | Państwo         | Złoto | Srebro | Brąz | Razem |
| ------- | --------------- | ----- | ------ | ---- | ----- |
| 1.      | Jersey          | 37    | 30     | 32   | 99    |
| 2.      | Wyspa Man       | 24    | 16     | 21   | 61    |
| 3.      | Guernsey        | 23    | 27     | 26   | 76    |
| 4.      | Wight           | 16    | 6      | 18   | 40    |
| 5.      | Gotlandia       | 10    | 17     | 13   | 40    |
| 6.      | Wyspy Owcze     | 10    | 14     | 15   | 39    |
| 7.      | Wyspy Alandzkie | 8     | 12     | 14   | 34    |
| 8.      | Sarema          | 8     | 10     | 3    | 21    |
| 9.      | Gibraltar       | 5     | 7      | 10   | 22    |
| 10.     | Islandia        | 5     | 6      | 9    | 20    |
| 11.     | Orkady          | 2     | 3      | 2    | 7     |
| 12.     | Grenlandia      | 2     | 0      | 0    | 2     |
| 13.     | Anglesey        | 0     | 3      | 8    | 11    |
| 14.     | Szetlandy       | 0     | 1      | 2    | 3     |
| Razem   | Razem           | 150   | 152    | 173  | 475   |

Źródło: 